# Moto Guzzi 750 S
Die Moto Guzzi 750 S bzw. 750 S3 ist ein Motorrad, das der italienische Hersteller Moto Guzzi von Februar 1974 bis Ende 1975 in Mandello del Lario als Nachfolgemodell der technisch sehr ähnlichen V7 Sport baute.

## Geschichte
Da die V7 Sport (weltweit erstes Serienmotorrad mit über 200 km/h Höchstgeschwindigkeit) zwar einen konkurrenzfähigen Rahmen hatte, der von der ersten V7 stammende Motor jedoch in manchen Drehzahlbereichen Drehmomentschwächen erkennen ließ und die in den 1970er Jahren v. a. unter dem Druck der japanischen Hersteller rasch steigenden Marktanforderungen hinsichtlich Leistung nicht erreichen konnte, erhielt die im November 1973 auf der Fachmesse EICMA vorgestellte 750 S den weitaus agileren Motor mit Verbesserungen aus der parallel laufenden Entwicklung der 850 T. Die 750 S bekam zwei vordere Scheibenbremsen anstelle der Trommelbremse sowie eine verstärkte Gabel. Die für Langstreckenrennen ausgelegte 750 S hatte zwar weniger Leistung als die japanische Konkurrenz, gewann aufgrund des hervorragenden Fahrwerks dennoch viele Anhänger.
Nach 1059 produzierten Maschinen (andere Quelle: 948 St.) wurde die 750 S Anfang 1975 von der im November 1974 auf der EICMA präsentierten 750 S3, einer leichten Überarbeitung, abgelöst. Nachfolgerin der Letzteren nach nur 927 produzierten Einheiten (andere Quelle: 950 St.) wurde bereits Anfang 1976 die deutlich stärkere 850 Le Mans.
Das Design und die Farbgebung der 750 S waren Vorbild für die ab 1989 gebaute 1000 S sowie für die V7 II Special von 2014 bis 2016.

## Erkennungsmerkmale
Der Rahmen ist, wie bei der V7-Sport-Hauptserie, schwarz lackiert. Die Seitendeckel sind größer geworden und nicht mehr in Form eines flachen Tetraeders. Lieferbar war das Motorrad nur in der Grundfarbe Schwarz mit wahlweise roten, orangefarbenen oder grünen Streifen auf Tank und Seitendeckeln. Die Sitzbank ist flacher als die der V7 Sport und hat einen mächtigen Höcker am hinteren Ende – mit der Folge, dass darauf nur noch anderthalb Personen Platz finden. Ein echtes Zweipersonen-Motorrad war allerdings die V7 Sport auch nicht. Die  Abgaskrümmer bleiben verchromt, im Unterschied zu den Endtöpfen des Zulieferers Lafranconi, die nun mattschwarz lackiert sind. Die drei Haifisch-Kiemen an deren hinterem, schräg abgeschnittenem Ende sind geblieben.
Optisch unterscheiden sich die 750 S und die 750 S3 auf den ersten Blick neben der hinteren Bremse (siehe Abschnitt „ Integralbremssystem“ unten) auch z. B. durch folgende Merkmale:
| 750 S                                   | 750 S3                    |
| --------------------------------------- | ------------------------- |
| verstellbare Lenkerhälften wie V7 Sport | feste Lenkerhälften       |
| ab Werk keine Blinker                   | ab Werk montierte Blinker |
| rundes Rücklicht                        | eckiges Rücklicht         |
| höhere Ventildeckel                     | flachere Ventildeckel     |
| geänderte Seitendeckel                  |                           |
| geänderte Hebegriffe hinten             |                           |
| geänderte Auspuffkrümmer-Befestigung    |                           |

Quellen: 

## Technik

### Motor und Antrieb
Die 750 S hat einen längs eingebauten, luftgekühlten V2-Viertaktmotor mit 90° Zylinderwinkel. Die zwei Zylinder haben eine Bohrung von 82,5 mm, die Kolben einen Hub von 70 mm, das Verdichtungsverhältnis beträgt 9,8 : 1. Motor- und Getriebegehäuse, Zylinder und Zylinderköpfe sind aus Aluminium. Die beiden hängenden Ventile pro Zylinder werden über Stößel, Stoßstangen und Kipphebel von der unten liegenden Nockenwelle gesteuert. Die Batteriezündung besteht aus zwei unter dem Tank eingebauten Zündspulen und einem Verteiler. Wesentlicher Unterschied zum Motor der Vorgängerin V7 Sport ist der Antrieb der Nockenwelle und der Ölpumpe über Steuerkette mit drei Kettenrädern und einem Spanner anstelle des bislang verwendeten Zahnradsatzes. Der Motor der 750 S3 unterscheidet sich von dem der 750 S hauptsächlich durch die leichteren und mit anderen Steuerzeiten versehenen Nockenwellen der neuen 850 T-Modelle, die komplett neukonstruierte Ölwanne und Ölpumpe sowie die stark verbesserte Elektrik, nun von Bosch (einschl. Motoranlasser und Lichtmaschine).
Das Gemisch wird von zwei Flachstromvergasern VHB von Dell’Orto mit Ø 29 bzw. Ø 30 mm Durchlass und Rechteckschieber aufbereitet. Der Benzintank aus lackiertem Stahlblech hat ein Volumen von 22,5 Litern, der linke Benzinhahn wird bei der „S“ mit einem Servoventil geöffnet bzw. geschlossen. Der Benzinverbrauch nach CUNA beträgt ca. 8,5 l/100 km; somit ergibt sich eine theoretische Reichweite von ca. 260 km.
Am vorderen Ende der zweifach gelagerten Kurbelwelle wird die Lichtmaschine direkt angetrieben. Auf dem hinteren Kurbelwellenstumpf befindet sich eine Zweischeiben-Trockenkupplung, über die die Motorkraft an ein separates, schrägverzahntes Fünfganggetriebe weitergeleitet wird. Das Getriebe ist mit einem Schaltpedal an der linken Motorseite zu bedienen (bei der Vorgängerin V7 Sport war das Schaltpedal rechts) und bei beiden Versionen „S“ und „S3“ gleich. Mit dem Hinterrad ist das Getriebe durch eine Kardanwelle verbunden. Die „S“ hat mit 8/35er Kegelrad-/Teller-Paarung eine etwas längere Endübersetzung als die „S3“ mit 7/33er Paarung, die für alle späteren „großen“ Guzzis beibehalten wurde. Trotzdem sind Nennleistung und Höchstgeschwindigkeit gleich.

### Rahmen und Fahrwerk
Wie die V7 Sport baut die 750 S auf dem von Lino Tonti entworfenen, hinten offenen „Tonti-Rahmen“ aus Stahlrohr mit geschraubten Unterzügen, der durch seine hohe Steifigkeit ein stabiles Fahrverhalten auch bei hoher Geschwindigkeit ermöglicht und zum Standard-Rahmen der bis 1993 eingeführten großen Guzzi-Modelle wurde. Die Hinterradschwinge aus Stahlrohr hat zwei Federbeine, die sich am Heckausleger abstützen. Das Vorderrad wird von einer Teleskopgabel aus poliertem Aluminiumguss geführt.

### Integralbremssystem
Die 18″-Räder sind als Drahtspeichenräder mit Aluminium-Felgen ausgeführt und haben vorn zwei hydraulisch betätigte 300-mm-Scheibenbremsen mit 16-mm-Kolben von Brembo, ein Bremssystem, das man schon bei den späten V7 Sport wahlweise bestellen konnte. Am Hinterrad hat die 750 S die aus der V7 Sport übernommene Vollnaben-Trommelbremse mit 220 mm Funktionsdurchmesser und mechanischer Betätigung über einen Fußhebel an der rechten Seite und ein Gestänge auf der linken Seite.
Die 750 S3 hat hinten eine hydraulisch betätigte 242-mm-Scheibenbremse von Brembo und ist, zusammen mit den ebenfalls 1975 eingeführten Schwestermodellen 850 T3 und V1000 I Convert, das weltweit erste Motorrad mit Verbundbremse in Großserie, von Moto Guzzi „Integralbremse“ genannt, bei dem Vorder- und Hinterradbremse miteinander verbunden sind.

### Technische Daten
|                       | 750 S                                     | 750 S3                                    |
| Typ VK1               | Typ VK2                                   |                                           |
| Bauzeitraum           | Feb. 1974 – Jan. 1975                     | 1975                                      |
| Motorart              | luftgekühlter V2 90°, längseingebaut      | luftgekühlter V2 90°, längseingebaut      |
| Hubraum               | 748 cm³                                   | 748 cm³                                   |
| Bohrung × Hub         | 82,5 × 70 mm                              | 82,5 × 70 mm                              |
| Verdichtung           | 9,8 : 1                                   | 9,8 : 1                                   |
| Vergaser (Dell’Orto)  | VHB 30 C                                  | VHB 30 C                                  |
| Nennleistung          | 62 PS (46 kW)                             | 62 PS (46 kW)                             |
| – bei Drehzahl        | 7250/min                                  | 6900/min                                  |
| Max. Drehmoment       | 55 Nm                                     | 54 Nm                                     |
| – bei Drehzahl        | 5500/min                                  | 5500/min                                  |
| Getriebe              | 5-Gang                                    | 5-Gang                                    |
| Radaufhängung vorn    | Teleskopgabel                             | Teleskopgabel                             |
| Radaufhängung hinten  | Doppelschwinge, 2 hydraulische Federbeine | Doppelschwinge, 2 hydraulische Federbeine |
| Reifengröße vorn      | 18″ × 3,25″                               | 18″ × 3,25″                               |
| Reifengröße hinten    | 18″ × 3,50″                               | 18″ × 3,50″                               |
| Tankinhalt            | 22,5 l                                    | 22,5 l                                    |
| Verbrauch nach CUNA   | 8,5 l / 100 km                            | 8,5 l / 100 km                            |
| Leergewicht (trocken) | 206 kg                                    | 208 kg                                    |

Quellen: 